# Kaba Gassama Cissokho
Kaba Gassama Cissokho (geboren am 16. August 1997 in Granollers) ist eine spanische Handballspielerin. Sie wird auf der Position am Kreis eingesetzt.

## Vereinskarriere
Die erste Profistation der Spielerin, die auf der Position Kreisläufer eingesetzt wird, war der Verein BM Granollers.
Im Jahr 2020 ging sie nach Frankreich, wo sie bei Nantes Atlantique Handball unter Vertrag stand. Gassama lief in der Saison 2021/22 für den französischen Erstligisten CJF Fleury Loiret Handball auf.
Im Sommer 2022 wechselte sie nach Deutschland zum Bundesligisten SG BBM Bietigheim. Mit Bietigheim gewann sie 2023 und 2024 die deutsche Meisterschaft sowie 2023 den DHB-Pokal. Im Sommer 2024 schloss sie sich mit der Profimannschaft der SG BBM Bietigheim dem Verein HB Ludwigsburg an. Mit Ludwigsburg gewann sie 2025 sowohl die deutsche Meisterschaft als auch den DHB-Pokal.
Gassama spielte auch in europäischen Vereinswettbewerben, so in der EHF European League und im EHF Challenge Cup. Mit dem Team aus Nantes stand sie im Finale der EHF European League 2020/21.

## Auswahlmannschaften
Sie stand im Jahr 2016 erstmals für eine Auswahl der RFEBM auf dem Platz. Für die spanische Juniorinnen wurde sie in diesem Jahr in 18 Spielen eingesetzt und warf dabei 16 Tore. Sie spielte mit der Auswahl bei der U-20-Weltmeisterschaft 2016.
Gassama bestritt ab 2017 Länderspiele für die spanische Nationalmannschaft. Bei der Weltmeisterschaft 2021 in Spanien stand sie mit im Aufgebot. Sie gewann mit Spanien die Goldmedaille bei den Mittelmeerspielen 2022. Kaba Gassama nahm mit dem Team an der Europameisterschaft 2022 und der Weltmeisterschaft 2023 teil. Sie stand auch für das olympische Handballturnier 2024 im spanischen Aufgebot und nahm an der Europameisterschaft 2024 teil.

## Privates
Kaba Gassama Cissokho hat drei Geschwister. Mamadou Gassama spielt Handball bei Sporting Lissabon, Sekou Gassama ist als Fußballer bei Racing de Santander aktiv und Goundo Gassama als Handballtorhüterin bei KH-7 Granollers.